# 로스 요새
로스 요새(영어: Fort Ross, 러시아어: Крѣпость Россъ, Форт-Росс)는 미국 캘리포니아주 소노마군에 세워진 러시아 양식의 요새로, 1812년에 러시아 제국이 러시아령 아메리카를 지배하는 와중에 건설하였다.

## 역사

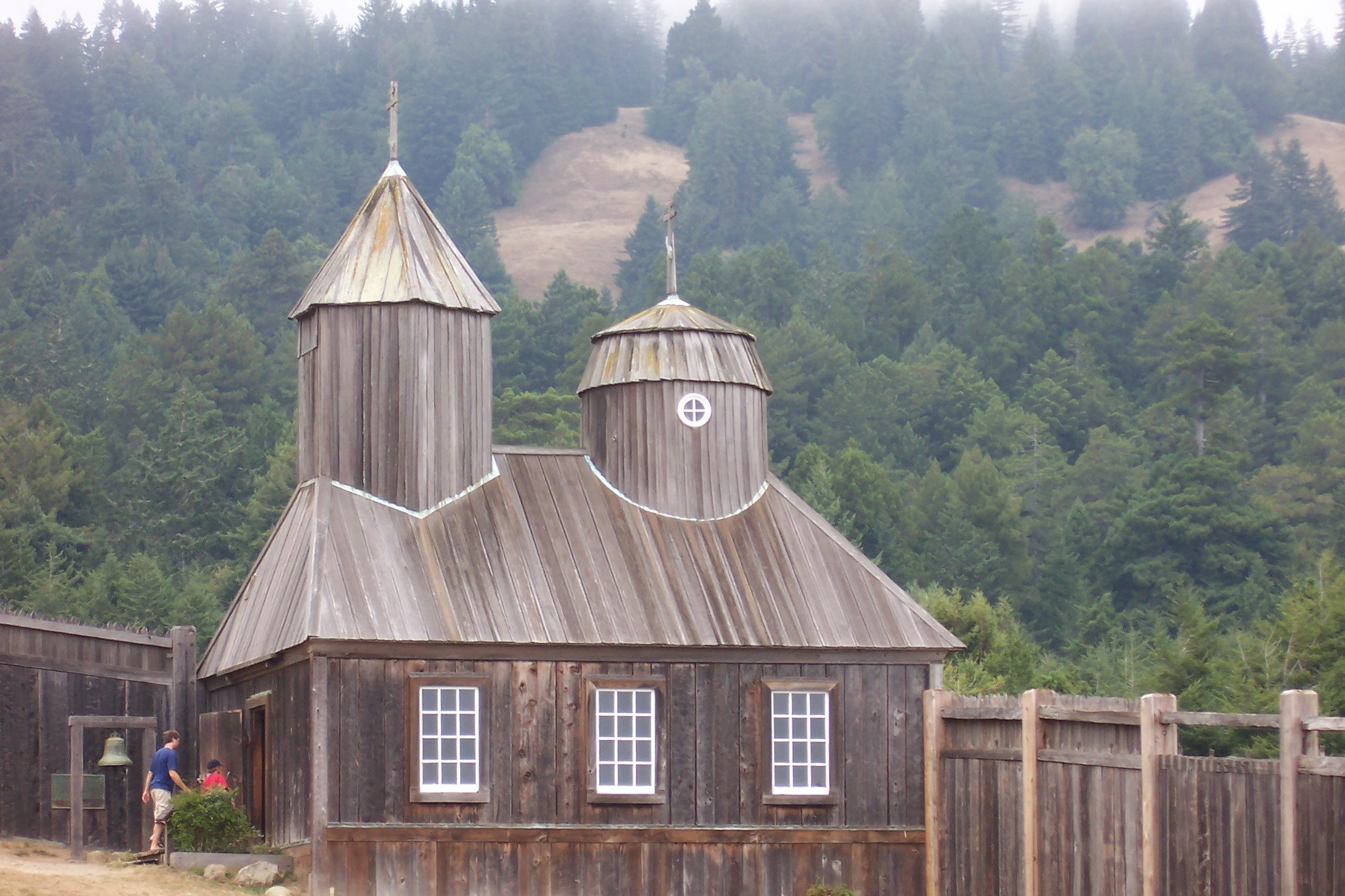
현대에 복원된 로스 요새 내부의 동방정교회 성당

### 러시아의 아메리카 진출
16세기에 러시아 제국이 시비르 칸국과의 전쟁에서 승리한 후로, 러시아 내부에서는 동방으로의 진출에 대한 관심이 늘었다. 이에 따라, 17세기를 전후하여 러시아 제국은 시베리아로 진격하여 여러 부족과 국가들을 정복하여 영토를 넓혔고, 이미 17세기 후반에 오늘날의 프리모르스키 크라이 인근 지역까지 진출하는데 성공하였다. 비록 1652년에서 1689년까지 일어났던 청-러시아 국경 분쟁으로 인해 아시아 방면으로의 진출은 중단되었으나, 시베리아의 동부 지역까지 영토를 확보하는데는 성공했다. 그 이후로 북극해를 통과하여 북아메리카로 진출하는 계획이 진행되기도 하여, 기록에 따르면 1648년에 러시아 제국의 탐험가인 세묜 데즈네프가 북극해와 베링해를 거쳐서 러시아 북동부의 콜리마강에서 출발하여 오늘날의 러시아 동부의 축치 자치구의 아나디리강에 도달하는데 성공했다. 그러나, 데즈네프가 이끈 탐험대의 일부는 비록 정착에는 실패하였으나, 러시아인으로서는 최초로 오늘날의 미국 알래스카주 일대에 도달하여 탐사한 뒤, 이를 기록으로 남겼다. 이후인 1733년에서 1743년에 걸쳐서 덴마크 태생의 탐험가인 비투스 베링이 축치반도와 알래스카가 서로 연결되어 있는지를 조사하기 위해 캄차카반도에서 북상하여 베링해에 도달하였고, 이때의 탐사로 축치반도가 북아메리카와는 육로로 연결되어 있지않다는 것이 밝혀지면서 본격으로 러시아 제국이 북아메리카로 진출하기 시작했다. 이때 알류샨 열도와 알래스카가 러시아의 식민지가 되었고, 19세기 초에는 오늘날의 미국 오리건주와 캘리포니아주, 캐나다의 브리티시컬럼비아주까지 진출하였다.

### 로스 요새 건설
19세기 초반에 러시아령 아메리카는 남쪽으로 스페인령이던 멕시코와 국경을 맞대게 되었다. 당시 러시아-아메리카 회사의 총책임자였던 니콜라이 레자노프가 파견되어 스페인 측에게 스페인령 지역과의 국경 지대에 러시아인들의 진출을 후원하기 위한 요새의 건립을 인정해달라는 요구를 전달했다. 본국인 이베리아반도와 지리적으로 매우 멀어서 역사적으로 러시아와 인연이 없었던 스페인 측은 러시아 제국의 이런 요구를 흔쾌히 들어주었다. 비록 니콜라이 레자노프 본인은 요새의 건립을 보지 못하고 1807년에 사망하였지만, 그가 죽은지 5년이 지난 1812년에 비로소 요새가 건립되었고, 로스 요새로 명명되었다. 하지만, 캘리포니아는 러시아 본국에서 너무 멀었기 때문에 유지비가 너무 많이 들었고, 설상가상으로 알래스카 지역으로 미국 상인들이 진출하면서 알래스카 지역에서의 미국에 대한 경제적인 의존도가 심해지자, 결국 러시아는 러시아령 아메리카의 남부 지역을 포기하고, 경제적 중심지인 알래스카 지역에 집중하기로 하면서 로스 요새는 거의 버려지다시피했다.

### 러시아의 철수
그러다가 19세기 중반에 러시아 제국과 영국 간에 벌어진, 이른바 그레이트 게임이라고 불리는 신경전때문에 러시아의 북아메리카 식민지 경영은 더욱 엉망이 되었고, 급기야는 당시 영국령이던 캐나다의 산하 회사인 허드슨만 회사에 알래스카를 통과하여 항해할 수 있는 권리를 넘겨주기까지 할 만큼, 아메리카에서의 러시아의 영향력으로 급속도로 줄어들었다. 결국 알래스카와 알류샨 열도가 영국령이 될 가능성을 우려하던 러시아 제국이 1867년에 알래스카 전역을 할양하는 조약을 미국과 체결하면서 로스 요새도 함께 미국령으로 넘어갔다.

## 기후
| Fort Ross의 기후         | Fort Ross의 기후 | Fort Ross의 기후 | Fort Ross의 기후 | Fort Ross의 기후 | Fort Ross의 기후 | Fort Ross의 기후 | Fort Ross의 기후 | Fort Ross의 기후 | Fort Ross의 기후 | Fort Ross의 기후 | Fort Ross의 기후 | Fort Ross의 기후 | Fort Ross의 기후 |
| 월                       | 1월              | 2월              | 3월              | 4월              | 5월              | 6월              | 7월              | 8월              | 9월              | 10월             | 11월             | 12월             | 연간             |
| ------------------------ | ---------------- | ---------------- | ---------------- | ---------------- | ---------------- | ---------------- | ---------------- | ---------------- | ---------------- | ---------------- | ---------------- | ---------------- | ---------------- |
| 역대 최고 기온 °F (°C)   | 83 (28)          | 79 (26)          | 78 (26)          | 86 (30)          | 94 (34)          | 88 (31)          | 88 (31)          | 87 (31)          | 97 (36)          | 97 (36)          | 80 (27)          | 76 (24)          | 97 (36)          |
| 일평균 최고 기온 °F (°C) | 56.8 (13.8)      | 58.3 (14.6)      | 59.2 (15.1)      | 60.9 (16.1)      | 62.9 (17.2)      | 65.7 (18.7)      | 66.5 (19.2)      | 67.1 (19.5)      | 68 (20)          | 66.1 (18.9)      | 61.5 (16.4)      | 57.5 (14.2)      | 62.6 (17.0)      |
| 일평균 최저 기온 °F (°C) | 41.7 (5.4)       | 42.4 (5.8)       | 42.3 (5.7)       | 42.6 (5.9)       | 44.6 (7.0)       | 47 (8)           | 48 (9)           | 48.9 (9.4)       | 49 (9)           | 47.3 (8.5)       | 44.6 (7.0)       | 41.7 (5.4)       | 45 (7)           |
| 역대 최저 기온 °F (°C)   | 22 (−6)          | 25 (−4)          | 26 (−3)          | 26 (−3)          | 30 (−1)          | 34 (1)           | 35 (2)           | 30 (−1)          | 34 (1)           | 30 (−1)          | 27 (−3)          | 20 (−7)          | 20 (−7)          |
| 평균 강수량 인치 (mm)    | 8.48 (215)       | 6.81 (173)       | 5.38 (137)       | 2.72 (69)        | 1.39 (35)        | 0.58 (15)        | 0.08 (2.0)       | 0.15 (3.8)       | 0.63 (16)        | 2.39 (61)        | 5.17 (131)       | 6.83 (173)       | 40.62 (1,032)    |
| 평균 강설량 인치 (cm)    | 0 (0)            | 0 (0)            | 0 (0)            | 0 (0)            | 0 (0)            | 0 (0)            | 0 (0)            | 0 (0)            | 0 (0)            | 0 (0)            | 0 (0)            | 0 (0)            | 0 (0)            |
| 평균 강수일수            | 13               | 12               | 11               | 7                | 4                | 2                | 1                | 1                | 2                | 5                | 9                | 12               | 79               |
| 출처:                    |                  |                  |                  |                  |                  |                  |                  |                  |                  |                  |                  |                  |                  |

## 같이 보기
- 러시아령 아메리카